# Majja Usova
Majja Valentinovna Usova (in russo Майя Валентиновна Усова?; Nižnij Novgorod, 22 maggio 1964) è un'ex danzatrice su ghiaccio sovietica e russa.

## Palmarès

### Con Aleksandr Žulin
Per l'Unione Sovietica (URS), la Comunità degli Stati Indipendenti (CIS), la Squadra Unificata ai Giochi olimpici (EUN) e la Russia (RUS).
| Internazionali            | Internazionali | Internazionali | Internazionali | Internazionali | Internazionali | Internazionali | Internazionali | Internazionali | Internazionali | Internazionali     | Internazionali | Internazionali |
| Evento                    | 1982–83 (URS)  | 1983–84 (URS)  | 1984–85 (URS)  | 1985–86 (URS)  | 1986–87 (URS)  | 1987–88 (URS)  | 1988–89 (URS)  | 1989–90 (URS)  | 1990–91 (URS)  | 1991–92 (CIS, EUN) | 1992–93 (RUS)  | 1993–94 (RUS)  |
| ------------------------- | -------------- | -------------- | -------------- | -------------- | -------------- | -------------- | -------------- | -------------- | -------------- | ------------------ | -------------- | -------------- |
| Giochi olimpici invernali |                |                |                |                |                |                |                |                |                | 3°                 |                | 2°             |
| Campionati mondiali       |                |                |                |                |                |                | 2°             | 3°             | 3°             | 2°                 | 1°             |                |
| Campionati europei        |                |                |                |                |                | 4°             | 2°             | 2°             | 3°             | 2°                 | 1°             | 3°             |
| Skate America             |                |                |                |                |                |                |                | 1°             |                |                    | 1°             |                |
| Nations Cup               |                |                |                |                |                |                |                | 1°             |                |                    |                |                |
| NHK Trophy                |                |                |                |                |                |                | 2nd            |                | 1st            | 1st                | 1st            |                |
| Prize of Moscow News      |                | 6°             |                | 4°             | 3°             | 2°             |                |                |                |                    |                |                |
| Goodwill Games            |                |                |                |                |                |                |                |                | 2°             |                    |                |                |
| Nebelhorn Trophy          |                |                |                | 1°             |                |                |                |                |                |                    |                |                |
| St. Gervais               |                |                |                | 1°             |                |                |                |                |                |                    |                |                |
| St. Ivel / Skate Electric |                |                |                |                |                | 1°             | 1°             |                |                |                    |                |                |
| Universiadi               |                |                | 1°             |                | 2°             |                |                |                |                |                    |                |                |
| Nazionali                 |                |                |                |                |                |                |                |                |                |                    |                |                |
| Campionati sovietici      |                | 2°             | 5°             | 3°             | 3°             | 3°             | 3°             | 2°             | 1°             |                    |                |                |
| Spartakiadi               |                |                |                | 1°t            |                |                |                |                |                |                    |                |                |
| USSR Cup                  | 3°             |                |                |                |                |                |                |                |                |                    |                |                |

### Carriera professionistica
| Evento                              | 1994–95 | 1998–99 |
| ----------------------------------- | ------- | ------- |
| Campionato del mondo professionisti | 1°      | 1°      |